# Benzocaïne
Benzocaïne is een stof met een pijnstillende werking wanneer aangebracht op de huid. Het is een gewone pijnstiller zonder bijwerkingen voor mensen met hartziektes en andere aandoeningen. Het effect van deze pijnstiller is daarom ook beperkt voor kleine pijnlijke aandoeningen, zoals brandwonden. Een enkele gebruiker van deze pijnstiller kan zwellingen op de huid ervaren. In bepaalde condooms wordt benzocaïne gebruikt om het hoogtepunt uit te stellen.
De stof kan worden gemaakt met water, p-aminobenzoëzuur, ethanol, zwavelzuur en natriumcarbonaat.